# Inverforth House
Inverforth House (oficiálně známý jako The Hill) je velký samostatně stojící dům na North End Way na okraji Hampsteadu v londýnské čtvrti Camden, Londýn NW3. V letech 1904 až 1925 vlastnil The Hill William Lever, 1. vikomt Leverhulme, po Leverhulmově smrti v roce 1925 dům koupil Andrew Weir, 1. baron Inverforth, a po Inverforthově smrti v roce 1956 byl předán nemocnici Manor House (Manor House Hostital). V Inverforth House sídlila od 50. do 80. let 20. století nemocnice Orthopaedic Society Hospital se sto lůžky pro ženy a koncem 90. let 20. století byl přestavěn na dva domy a sedm bytů.
V roce 1895 byl přestavěn ve stylu oživení stylu královny Anny (Queen Anne Revival) architektonickou firmou Grayson a Ould a je památkově chráněn jako budova II. stupně. Dům Inverforth House je postaven z červených cihel a má strmou valbovou střechu. Architektonický styl Inverforth House je popisován jako neogorgiánský s křídly ve stylu královny Anny.

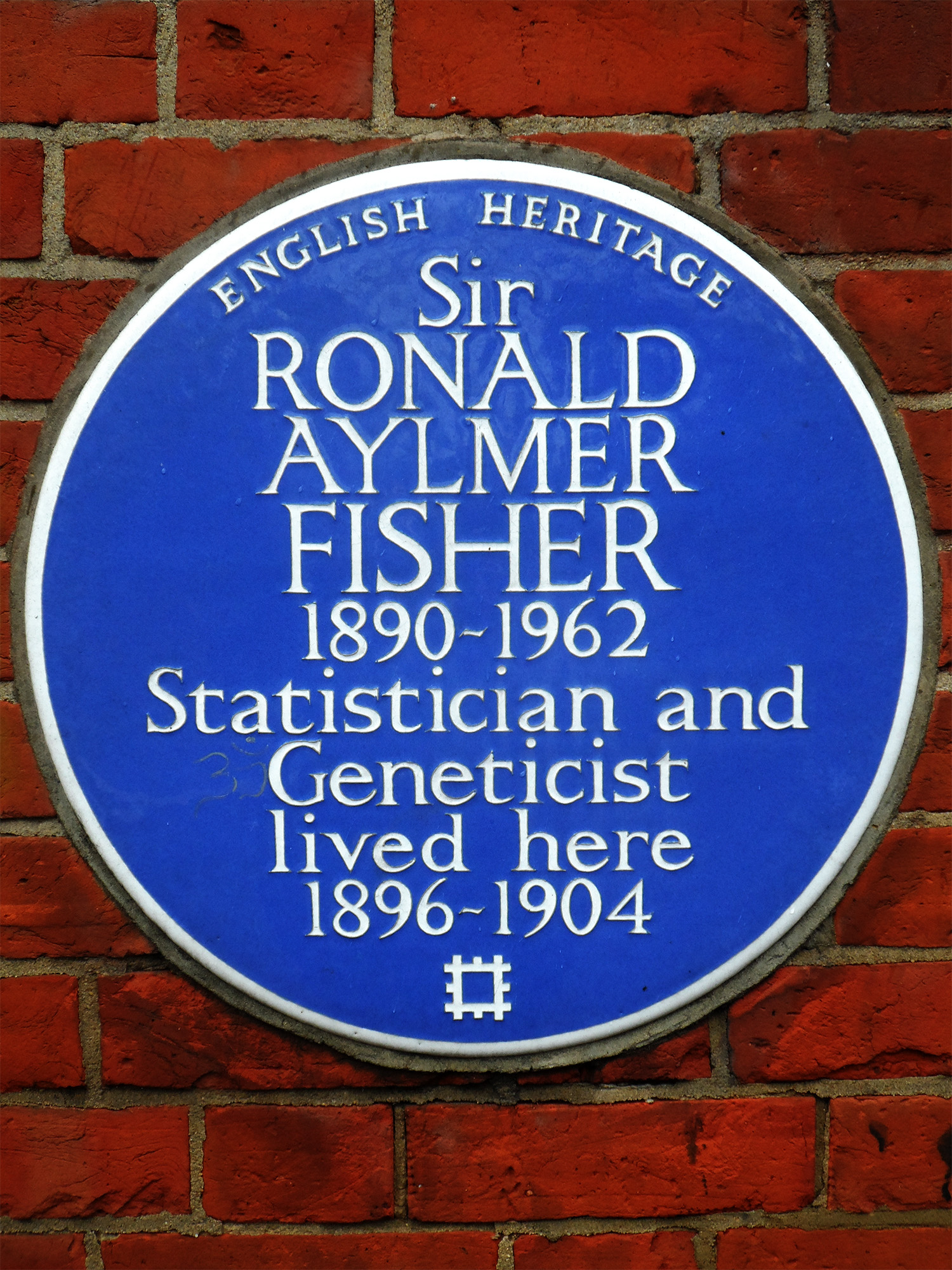

V roce 2002 připomnělo English Heritage modrými pamětními deskami vikomta Leverhulma a genetika a statistika Ronalda Fishera, kteří zde žili jako děti v letech 1896–1904.

## Historie
V letech 1896–1904 v domě bydlel majitel dražebního domu a obchodník s výtvarným uměním George Fisher, společník firmy Robinson & Fisher, a jeho rodina s pěti dětmi, včetně malého Ronalda, budoucího genetika a statistika sira Ronalda Fishera. Po smrti své ženy v roce 1904 přišel George Fisher během 18 měsíců o majetek a rodina se přestěhovala na jih od řeky do Streathamu.
Původní dům na tomto místě byl postaven v roce 1807 a byl přestavěn liverpoolskou architektonickou kanceláří Grayson a Ould, která dům od roku 1905 výrazně upravovala, mezi jejich významné úpravy patřila přestavba centrálního bloku a přístavba severního a jižního křídla do zahradní fronty. Grayson a Ould také navrhli terasu obrácenou do zahrady. V roce 1910 byla k terase Thomasem Haytonem Mawsonem přistavěna veranda. V roce 1923 byl pod terasou Lesliem Mansfieldem přistavěn taneční sál.
Jižní křídlo domu bylo v letech 1924–1925 rozšířeno a přestavěno Mawsonem, v letech 1913–1914 bylo k přední části domu přistavěno křídlo s knihovnou. Knihovnu postavili William a Segar Owenovi z Warringtonu, kteří navrhovali budovy v Leverhulmeově sídlišti Port Sunlight.
Interiéry Inverforth House jsou bohatě zařízeny ve stylech od jakobínského po William and Mary a ve stylu připomínajícím Williama Adamse. Ve vstupní hale se nachází vyřezávané mramorové schodiště. Styl interiérů Inverforth House popsala organizace English Heritage jako "bohatý architektonický amalgám odrážející vkus významného mecenáše". Dům měl 60 pokojů, taneční sál, knihovnu a uměleckou galerii. Koncem devadesátých let 20. století dům koupila developerská společnost Frogmore. V letech 1999–2001 byl Inverforth House zrekonstruován a vrátil se ke svému rezidenčnímu původu. Dvě hlavní křídla byla přeměněna na byty s pěti ložnicemi a další části honosného sídla byly přestavěny na dalších sedm apartmánů.

## Zahrady
Pozoruhodné zahrady o rozloze 8 akrů, které rovněž navrhl Mawson, byly zakládány od roku 1906, severní zahradu založil ve 20. letech 20. století Leslie Mansfield. Větší část zahrad je nyní ve vlastnictví City of London Corporation a je přístupná veřejnosti jako The Hill Garden od roku 1963. V zahradách se nachází pergola 800 stop (243,84 m) dlouhá navržena Mawsonem a postavena v letech 1905–1906. Pergola je památkově chráněná jako budova II. stupně. Pro vyvýšenou terasovitou zahradu byla dovážena výkopová zemina z nedaleko stavěné železniční dráhy. Pergola propojuje formální zahrady hlavního domu a mírnější trávníky dolní zahrady. The Hill Garden je příkladem italské fáze zahradní tvorby Arts and Crafts v Anglii.

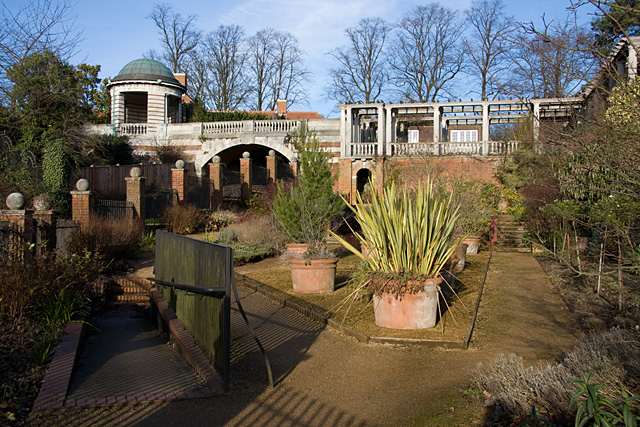
The Hill Garden
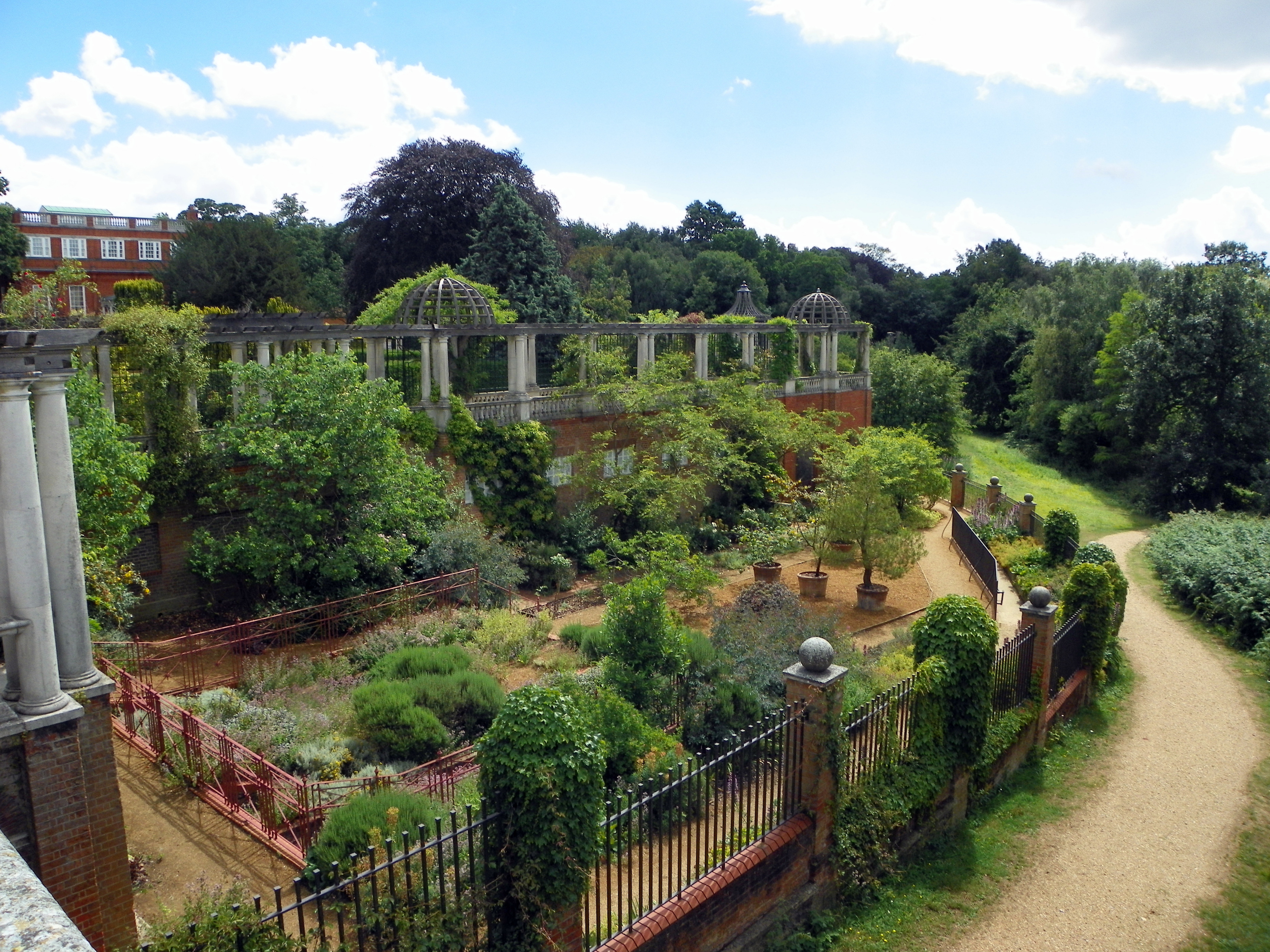
Pohled na terasy s Pergolou
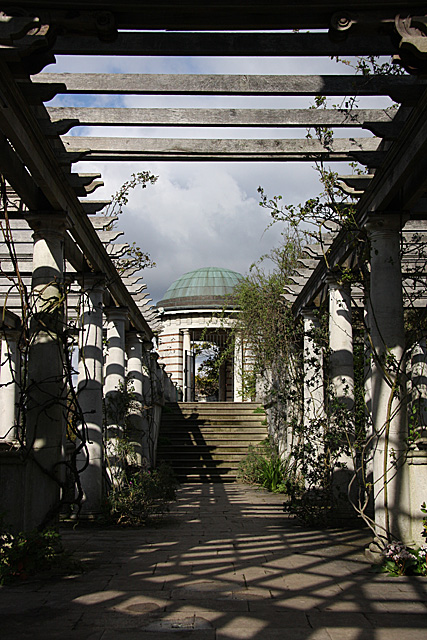
Pergola